# مشاركات الأندية التونسية في المسابقات العالمية والإفريقية
يعرض هذا المقال مشاركات الأندية التونسية في المسابقات الأفريقية والعالمية في رياضة كرة القدم، وتعتبر الفرق التونسية من أفضل الفرق الأفريقية بإجمالي التتويج بـ24 لقبا. 12 فريقا تونسيا في الإجمال لعب في المسابقات الأفريقية. أما النجم الرياضي الساحلي هو النادي التونسي الأكثر تتويجا بالكؤوس الأفريقية برصيد 9 ألقاب يأتي بعده الترجي الرياضي التونسي برصيد 7 ألقاب.
كما أن للأندية التونسية نصيب في كأس العالم للأندية بأربع مشاركات ثلاث للترجي سنوات 2011، 2018 و2019 بفضل ظفره بلقب دوري أبطال أفريقيا أعوام 2011، 2018 و2019 ومشاركة وحيدة النجم الساحلي سنة 2007 التي تحصل آنذاك على المرتبة الرابعة كأفضل نتيجة للفرق التونسية في مونديال الأندية.
أما بالنسبة لأمجد الكؤوس دوري أبطال أفريقيا الأندية التونسية تحتل مكانة هائلة في المسابقة، الترجي الرياضي التونسي أكثر الأندية التونسية مشاركة بالمسابقة بـ23 مرة وصل للنهائي 8 مرات وتوج بها أربع مرات أعوام 1994، 2011، 2018 و2019 أما بالنسبة للنجم الرياضي الساحلي شارك 12 مرة وصل للنهائي 3 مرات وتوج بها لمرة واحدة سنة 2007، وأخيرا النادي الإفريقي شارك 10 مرات وتوج بها في أول نهائي له سنة 1991، وأكتفى النادي الرياضي الصفاقسي بالمركز الثاني سنة 2006 بأربع مشاركات.
أما في ثاني أمجد الكؤوس كأس الكونفيدرالية الأفريقية الأندية التونسية هي الأكثر تتويجا بالألقاب في تاريخ هذه المسابقة برصيد 5 بطولات ويعتبر النادي الرياضي الصفاقسي الأكثر تتويجا بكأس الكونفيدرالية الأفريقية برصيد ثلاث ألقاب سنوات 2007، 2008 و2013، ويليه النجم الرياضي الساحلي بلقبين إثنين توج بها أعوام 2006 و2015.
لكن سوء الحظ دائما ما يتبع الفرق التونسية في كأس السوبر الأفريقي إذ شاركت 13 مرة وتوجت بها 3 مرات فقط، النجم الرياضي الساحلي توج بها أعوام 1998 و2003 وأكتفى بالوصافة أعوام 2004، 2007 و2016. أما الترجي الرياضي التونسي شارك 5 مرات وتوج بها لمرة واحدة سنة 1995 وأكتفى بالوصافة أعوام 1999، 2012، 2019 و2020. أما النادي الرياضي الصفاقسي شارك ثلاث مرات أعوام 2007، 2008 و 2014 إحداها ضد النجم الرياضي الساحلي سنة 2008.

## أفضل نتائج الفرق التونسية في المسابقات الإفريقية والعالمية
| النادي                      | دوري أبطال أفريقيا               | كأس الكونفيدرالية الأفريقية | كأس السوبر الأفريقي         | كأس الاتحاد الأفريقي | كأس أفريقيا للأندية أبطال الكؤوس | الكأس الأفروآسيوية للأندية | كأس العالم للأندية       |
| --------------------------- | -------------------------------- | --------------------------- | --------------------------- | -------------------- | -------------------------------- | -------------------------- | ------------------------ |
| النجم الرياضي الساحلي       | البطل 2007                       | البطل (2) 2006، 2015        | البطل (2) 1998، 2003        | البطل (2) 1995، 1999 | البطل (2) 1997، 2003             | –                          | المركز الرابع 2007       |
| الترجي الرياضي التونسي      | البطل (4) 1994، 2011، 2018، 2019 | دور المجموعات2015           | البطل 1995                  | البطل 1997           | البطل 1998                       | البطل 1995                 | المركز الخامس 2018، 2019 |
| النادي الرياضي الصفاقسي     | الوصيف 2006                      | البطل (3) 2007، 2008، ¹2013 | الوصيف (3) 2007، 2008، 2014 | البطل 1998           | –                                | –                          | –                        |
| النادي الإفريقي             | البطل 1991                       | الوصيف 2011                 | –                           | النصف النهائي 2003   | الوصيف (2) 1990، 1999            | البطل 1992                 | –                        |
| النادي الرياضي البنزرتي     | –                                | النصف النهائي 2013          | –                           | النصف النهائي 1992   | البطل 1988                       | –                          | –                        |
| النادي الرياضي لحمام الأنف  | –                                | –                           | –                           | –                    | النصف النهائي 1986               | –                          | –                        |
| الأولمبي الباجي             | –                                | الدور الأول 2011            | –                           | –                    | الربع النهائي 1994               | –                          | –                        |
| المستقبل الرياضي بالمرسى    | –                                | دور المجموعات 2005          | –                           | –                    | الربع النهائي 1995               | –                          | –                        |
| الملعب التونسي              | –                                | دور الـ32 2004              | –                           | –                    | الربع النهائي 1993               | –                          | –                        |
| الشبيبة الرياضية القيروانية | –                                | دور الـ32 2005              | –                           | الربع النهائي 1994   | –                                | –                          | –                        |
| الملعب القابسي              | –                                | الدور الثالث 2016           | –                           | –                    | –                                | –                          | –                        |
| الترجي الرياضي الجرجيسي     | –                                | الدور الأول 2006            | –                           | –                    | –                                | –                          | –                        |
| مجموع البطولات              | 6                                | 5                           | 3                           | 4                    | 4                                | 2                          | 0                        |

- ¹: رقم قياسي

## المسابقات العالمية

### كأس العالم للأندية
تأهل فريقيان تونسيان فقط لبطولة كأس العالم للأندية وهما النجم الرياضي الساحلي سنة 2007 والترجي الرياضي التونسي سنوات 2011، 2018 و2019. وتضل مشاركة النجم الساحلي الأفضل بعد حصوله على المركز الرابع. أما الترجي الرياضي فأكتفى بالمركز السادس سنة 2011 والمركز الخامس سنتي 2018 و2019. وفي مشاركته الثالثة أحرز الترجي أكبر فوز في تاريخ البطولة بعد فوزه على نادي السد القطري بنتيجة 6–2 كما سجل لاعب الترجي الليبي حمدو الهوني الهاتريك الرابع في تاريخ البطولة.
| النجم الرياضي الساحلي | النجم الرياضي الساحلي |
| --------------------- | --------------------- |
| المركز الرابع         |                       |
| الخصم                 | النتيجة               |
| باتشوكا               | 1 – 0                 |
| بوكا جونيورز          | 0 – 1                 |
| أوراوا رد دايموندز    | 2 – 2                 |

| الترجي الرياضي التونسي | الترجي الرياضي التونسي |
| المركز السادس          | المركز السادس          |
| الخصم                  | النتيجة                |
| ---------------------- | ---------------------- |
| السد                   | 1 – 2                  |
| مونتيري                | 0 – 1                  |

| الترجي الرياضي التونسي | الترجي الرياضي التونسي |
| المركز الخامس          | المركز الخامس          |
| الخصم                  | النتيجة                |
| ---------------------- | ---------------------- |
| العين                  | 0 – 3                  |
| غوادالاخارا            | 1 – 1                  |

| الترجي الرياضي التونسي | الترجي الرياضي التونسي |
| المركز الخامس          | المركز الخامس          |
| الخصم                  | النتيجة                |
| ---------------------- | ---------------------- |
| الهلال                 | 0 – 1                  |
| السد                   | 6 – 2                  |

### الكأس الأفروآسيوية للأندية
| النادي الإفريقي | النادي الإفريقي |
| البطل           | البطل           |
| الخصم           | النتيجة         |
| --------------- | --------------- |
| نادي الهلال     | 2 – 1           |
| نادي الهلال     | 2 – 2           |

| الترجي الرياضي التونسي | الترجي الرياضي التونسي |
| البطل                  | البطل                  |
| الخصم                  | النتيجة                |
| ---------------------- | ---------------------- |
| تاي فارمرز بانك        | 1 – 1                  |
| تاي فارمرز بانك        | 3 – 0                  |

## المسابقات الأفريقية

### دوري أبطال أفريقيا
توجت الأندية التونسية بلقب دوري أبطال أفريقيا بستة ألقاب وإكتفت بالوصافة في سبع مناسبات وتعتبر الأندية التونسية ثالث دولة تتوج فرقها بلقب دوري أبطال أفريقيا بعد الأندية المغربية والمصرية.
ويعتبر الترجي الرياضي التونسي الفريق الأكثر تتويجا بلقب دوري أبطال أفريقيا على الصعيد التونسي برصيد أربع ألقاب سنوات 1994، 2011، 2018 و2018–19 في خمسة وعشرين مشاركة كما إكتفى بالمركزالثاني في أربع مرات مما يعنى أن الفريق لعب ثمانية أدوار نهائية لعب النهائي 3 مرات متتالية في 2010، 2011 و2012 ولعب النهائي مرتين متتاليتين أيضا في 2018 و2019.
أما النادي الإفريقي فهو أول ناد تونسي توج بهذه البطولة بمسماها كأس أفريقيا للأندية البطلة سنة 1991 في عشرة مشاركات لعب الدور النهائي مرة واحدة ويعتبر النادي صاحب أكبر فوز في المباراة النهائية بنتيجة 7–3 في مجموع المبارتين وصاحب أكبر هزيمة في تاريخ البطولة كان ذلك ضد تي بي مازيمبي بنتيجة 0–8.
أما النجم الرياضي الساحلي شارك في البطولة في ثلاثة عشر مناشبة وصل للدور النهائي في 2004، 2005 و2007 توج باللقب سنة 2007 ضد النادي الأهلي المصري وإكتفى بالوصافة سنتي 2004 و2005. أما النادي الرياضي الصفاقسي بالمركز الثاني سنة 2006 في أربع مشاركات.
| النادي                  | 1971  | 1985   | 1986   | 1987 | 1988 | 1989 | 1990   | 1991   | 1992   | 1993  | 1994  | 1995 | 1996   |
| ----------------------- | ----- | ------ | ------ | ---- | ---- | ---- | ------ | ------ | ------ | ----- | ----- | ---- | ------ |
| الترجي الرياضي التونسي  | د2    | –      | ر.ن    | –    | –    | د2   | ر.ن    | –      | د1     | –     | البطل | ر.ن  | –      |
| النادي الإفريقي         | –     | –      | –      | –    | –    | –    | –      | البطل  | ر.ن    | د2    | –     | –    | –      |
| النجم الرياضي الساحلي   | –     | –      | –      | د2   | د2   | –    | –      | –      | –      | –     | –     | –    | –      |
| النادي الرياضي البنزرتي | –     | د2     | –      | –    | –    | –    | –      | –      | –      | –     | –     | –    | –      |
| النادي الرياضي الصفاقسي | –     | –      | –      | –    | –    | –    | –      | –      | –      | –     | –     | –    | ن.ن    |
|                         |       |        |        |      |      |      |        |        |        |       |       |      |        |
| النادي                  | 1997  | 1998   | 1999   | 2001 | 2002 | 2003 | 2004   | 2005   | 2006   | 2007  | 2008  | 2009 | 2010   |
| الترجي الرياضي التونسي  | –     | الوصيف | الوصيف | ن.ن  | د.م  | ن.ن  | ن.ن    | د.م    | –      | د.م   | –     | –    | الوصيف |
| النجم الرياضي الساحلي   | –     | –      | –      | –    | –    | –    | الوصيف | الوصيف | د2     | البطل | د2    | د.م  | –      |
| النادي الإفريقي         | د.م   | –      | –      | –    | –    | –    | –      | –      | –      | –     | د2    | د1   | د1     |
| النادي الرياضي الصفاقسي | –     | –      | –      | –    | –    | –    | –      | –      | الوصيف | –     | –     | –    | –      |
| النادي الرياضي البنزرتي | –     | –      | –      | –    | –    | –    | –      | –      | –      | –     | –     | –    | –      |
|                         |       |        |        |      |      |      |        |        |        |       |       |      |        |
| النادي                  | 2011  | 2012   | 2013   | 2014 | 2015 | 2016 | 2017   | 2018   | 2019   | 2020  | 2021  |      |        |
| الترجي الرياضي التونسي  | البطل | الوصيف | ن.ن    | د.م  | د2   | –    | ر.ن    | البطل  | البطل  | ر.ن   | ن.ن   |      |        |
| النجم الرياضي الساحلي   | –     | د.م    | –      | –    | –    | د2   | ن.ن    | ر.ن    | –      | ر.ن   | –     |      |        |
| النادي الإفريقي         | د2    | –      | –      | –    | –    | د1   | –      | –      | د.م    | –     | –     |      |        |
| النادي الرياضي الصفاقسي | –     | –      | –      | ن.ن  | د2   | –    | –      | –      | –      | –     | –     |      |        |
| النادي الرياضي البنزرتي | –     | –      | د2     | –    | –    | –    | –      | –      | –      | –     | –     |      |        |

### كأس الكونفيدرالية الأفريقية
تعد الأندية التونسية ثاني أكثر تتويجا ببطولة كأس الكونفيدرالية الأفريقية بعد الأندية المغربية برصيد خمسة ألقاب والنادي الرياضي الصفاقسي هو الأكثر تتويجا في تاريخ هذه المسابقة برصيد ثلاثة ألقاب سنوات 2007، 2008 و2013 لعب 4 أدوار نهائية في عشرة مشاركات وإكتفى بالمركز الثاني سنة. وبعده النجم الرياضي الساحلي برصيد 2 ألقاب سنوات 2006 و2015 لعب الدور النهائي ثلاث مرت في 2006، 2008 و2015 في إحدى عشر مشاركة وإكتفى بالمركز الثاني في 2008. أما بالنسبة للوصافة إكتفى بها النادي الرياضي الصفاقسي سنة 2010، والنجم الرياضي الساحلي سنة 2008 في المباراة التي جمعته ضد النادي الرياضي الصفاقسي، أما النادي الإفريقي إكتفى أيضا بالوصافة سنة 2011 إبان الثورة التونسية. تعد مباريات النجم الرياضي الساحلي والنادي الرياضي الصفاقسي من المباريات التقليدية في كأس الكونفيدرالية الأفريقي إذ لعبت 8 مباريات بين 1999 و2019 وجمعهما النهائي سنة 2008 ذهابا وإيابا حسمها الصفاقسي بالتعادل خارج الديار.
| النادي                      | 2004 | 2005 | 2006  | 2007  | 2008   | 2009 | 2010   | 2011   | 2012 | 2013  | 2014 | 2015  | 2016 | 2017 | 2018 | 2019 | 2020 | 2021 |
| --------------------------- | ---- | ---- | ----- | ----- | ------ | ---- | ------ | ------ | ---- | ----- | ---- | ----- | ---- | ---- | ---- | ---- | ---- | ---- |
| النادي الرياضي الصفاقسي     | –    | –    | –     | البطل | البطل  | د2   | الوصيف | –      | د1   | البطل | –    | د.م   | –    | ر.ن  | –    | ن.ن  | –    | ر.ن  |
| النجم الرياضي الساحلي       | –    | –    | البطل | –     | الوصيف | –    | د1     | د2     | –    | د.م   | د.م  | البطل | ن.ن  | –    | –    | ن.ن  | –    | –    |
| النادي الإفريقي             | د2   | –    | –     | –     | د.م    | –    | –      | الوصيف | د.ف  | –     | –    | –     | –    | ن.ن  | د1   | –    | –    | –    |
| الترجي الرياضي التونسي      | –    | –    | د.م   | –     | د2     | –    | –      | –      | –    | –     | –    | د.م   | د.ف  | –    | –    | –    | –    | –    |
| النادي الرياضي البنزرتي     | –    | –    | –     | –     | –      | –    | –      | –      | –    | ن.ن   | د.ف  | –     | –    | –    | –    | –    | –    | –    |
| الملعب التونسي              | د2   | –    | –     | –     | –      | د1   | –      | –      | –    | –     | –    | –     | –    | –    | –    | –    | –    | –    |
| القوافل الرياضية بقفصة      | –    | –    | –     | د2    | –      | د2   | –      | –      | –    | –     | –    | –     | –    | –    | –    | –    | –    | –    |
| المستقبل الرياضي بالمرسى    | –    | د.م  | –     | –     | –      | –    | –      | –      | –    | –     | –    | –     | –    | –    | –    | –    | –    | –    |
| الملعب القابسي              | –    | –    | –     | –     | –      | –    | –      | –      | –    | –     | –    | –     | د.ف  | –    | –    | –    | –    | –    |
| الشبيبة الرياضية القيروانية | –    | د1   | –     | –     | –      | –    | –      | –      | –    | –     | –    | –     | –    | –    | –    | –    | –    | –    |
| الأولمبي الباجي             | –    | –    | –     | –     | –      | –    | –      | د1     | –    | –     | –    | –     | –    | –    | –    | –    | –    | –    |
| الاتحاد الرياضي ببن قردان   | –    | –    | –     | –     | –      | –    | –      | –      | –    | –     | –    | –     | –    | –    | د1   | د2   | د1   | –    |
| الاتحاد الرياضي المنستيري   | –    | –    | –     | –     | –      | –    | –      | –      | –    | –     | –    | –     | –    | –    | –    | –    | –    | د3   |

### كأس السوبر الأفريقي
شاركت ثلاث أندية تونسية في مسابقة كأس السوبر الأفريقي خاضت غمارها 12 مرة وتوجت باللقب 3 مرات فقط. كانت أول مرة في 1995 مع الترجي الرياضي التونسي بفضل فوزه بكأس أفريقيا للأندية البطلة (دوري أبطال أفريقيا حاليا) ضد موتيما بيمبي الكونغولي بنتيجة 3–0 بالملعب الأولمبي بالمنزه. اللقب الثاني فاز به النجم الرياضي الساحلي سنة 1998 بفضل ظفره بكأس أفريقيا للأندية أبطال الكؤوس ضد نادي الرجاء الرياضي المغربي بنتيجة 2–2 قبل أن تحسم بركلات الترجيح. لكن 3 مشاركات أخرى تضيع سنة 1999 للترجي، 2004 و2007 للنجم الساحلي. في 2008 كلاسيكو تونسي في مباراة السوبر النجم الساحلي ضد النادي الصفاقسي حسمها النجم بنتيجة 2–1 بالملعب الأولمبي برادس. 5 ألقاب أخرى تضيع سنوات 2009 و2014 للنادي الصفاقسي 2016 للنجم الساحلي و2011 و2019 للترجي.
| النادي                  | مشاركات | 1995  | 1998  | 1999   | 2004   | 2007   | 2008   | 2009   | 2012   | 2014   | 2016   | 2019   | 2020   |
| ----------------------- | ------- | ----- | ----- | ------ | ------ | ------ | ------ | ------ | ------ | ------ | ------ | ------ | ------ |
| النجم الرياضي الساحلي   | 5       | –     | البطل | –      | الوصيف | الوصيف | البطل  | –      | –      | –      | الوصيف | –      | –      |
| الترجي الرياضي التونسي  | 4       | البطل | –     | الوصيف | –      | –      | –      | –      | الوصيف | –      | –      | الوصيف | الوصيف |
| النادي الرياضي الصفاقسي | 3       | –     | –     | –      | –      | –      | الوصيف | الوصيف | –      | الوصيف | –      | –      | –      |

### كأس الاتحاد الأفريقي للأندية
تعد الأندية التونسية الأكثر تتويجا بكأس الاتحاد الأفريقي برصيد أربع ألقاب اثنان للنجم الرياضي الساحلي سنوات 1995 و1999، لقب وحيد للنادي الرياضي الصفاقسي سنة 1998 ونفس الشيء للترجي الرياضي التونسي سنة 1997. كما أن النجم الرياضي الساحلي إكتفى بالوصافة في مناسبتين أعوام 1996 و2001. كما شارت فرق تونسية أخرى مثل النادي الرياضي البنزرتي مرتين وكانت أفل مشاركة له الاكتفاء بالنصف النهائي سنة 1992، النادي الإفريقي أيضا إكتفى بالنصف النهائي سنة 2003، كذالك الشبيبة الرياضية القيروانية أقصي في الدور الربع النهائي سنة 1994.
| النادي                      | 1992 | 1994 | 1995  | 1996   | 1997  | 1998  | 1999  | 2000 | 2001   | 2002 | 2003 |
| --------------------------- | ---- | ---- | ----- | ------ | ----- | ----- | ----- | ---- | ------ | ---- | ---- |
| النجم الرياضي الساحلي       | –    | –    | البطل | الوصيف | –     | –     | البطل | ر.ن  | الوصيف | ر.ن  | –    |
| النادي الرياضي الصفاقسي     | –    | –    | –     | –      | –     | البطل | ر.ن   | –    | –      | –    | –    |
| النادي الرياضي البنزرتي     | ن.ن  | –    | –     | –      | –     | –     | –     | د2   | –      | –    | –    |
| الترجي الرياضي التونسي      | –    | –    | –     | –      | البطل | –     | –     | –    | –      | –    | –    |
| النادي الإفريقي             | –    | –    | –     | –      | –     | –     | –     | –    | –      | –    | ن.ن  |
| الشبيبة الرياضية القيروانية | –    | ر.ن  | –     | –      | –     | –     | –     | –    | –      | –    | –    |

### كأس أفريقيا للأندية أبطال الكؤوس
| النادي                     | 1980 | 1981 | 1984 | 1985 | 1986 | 1987   | 1988  | 1989 | 1990   | 1991 | 1992 | 1993 | 1994 | 1995 | 1996 | 1997  | 1998  | 1999   | 2000 | 2001 | 2002 | 2003  |
| -------------------------- | ---- | ---- | ---- | ---- | ---- | ------ | ----- | ---- | ------ | ---- | ---- | ---- | ---- | ---- | ---- | ----- | ----- | ------ | ---- | ---- | ---- | ----- |
| الترجي الرياضي التونسي     | د2   | د1   | –    | –    | –    | الوصيف | –     | –    | –      | –    | –    | –    | –    | –    | –    | –     | البطل | –      | –    | –    | –    | –     |
| النجم الرياضي الساحلي      | –    | –    | د1   | –    | –    | –      | –     | –    | –      | –    | د1   | –    | –    | –    | –    | البطل | –     | –      | –    | –    | –    | البطل |
| النادي الإفريقي            | –    | –    | –    | –    | –    | –      | –     | –    | الوصيف | –    | –    | –    | –    | –    | –    | –     | –     | الوصيف | د2   | ن.ن  | –    | –     |
| المستقبل الرياضي بالمرسى   | –    | –    | –    | د1   | –    | –      | –     | –    | –      | د2   | –    | –    | –    | ر.ن  | –    | –     | –     | –      | –    | –    | –    | –     |
| النادي الرياضي لحمام الأنف | –    | –    | –    | –    | ن.ن  | –      | –     | –    | –      | –    | –    | –    | –    | –    | –    | –     | –     | –      | –    | –    | د2   | –     |
| النادي الرياضي البنزرتي    | –    | –    | –    | –    | –    | –      | البطل | د2   | –      | –    | –    | –    | –    | –    | –    | –     | –     | –      | –    | –    | –    | –     |
| الأولمبي الباجي            | –    | –    | –    | –    | –    | –      | –     | –    | –      | –    | –    | –    | ر.ن  | –    | د2   | –     | –     | –      | –    | –    | –    | –     |
| الملعب التونسي             | –    | –    | –    | –    | –    | –      | –     | –    | –      | –    | –    | ر.ن  | –    | –    | –    | –     | –     | –      | –    | –    | –    | –     |
| النادي الأولمبي للنقل      | –    | –    | –    | –    | –    | –      | –     | د1   | –      | –    | –    | –    | –    | –    | –    | –     | –     | –      | –    | –    | –    | –     |